# Brettwurzel

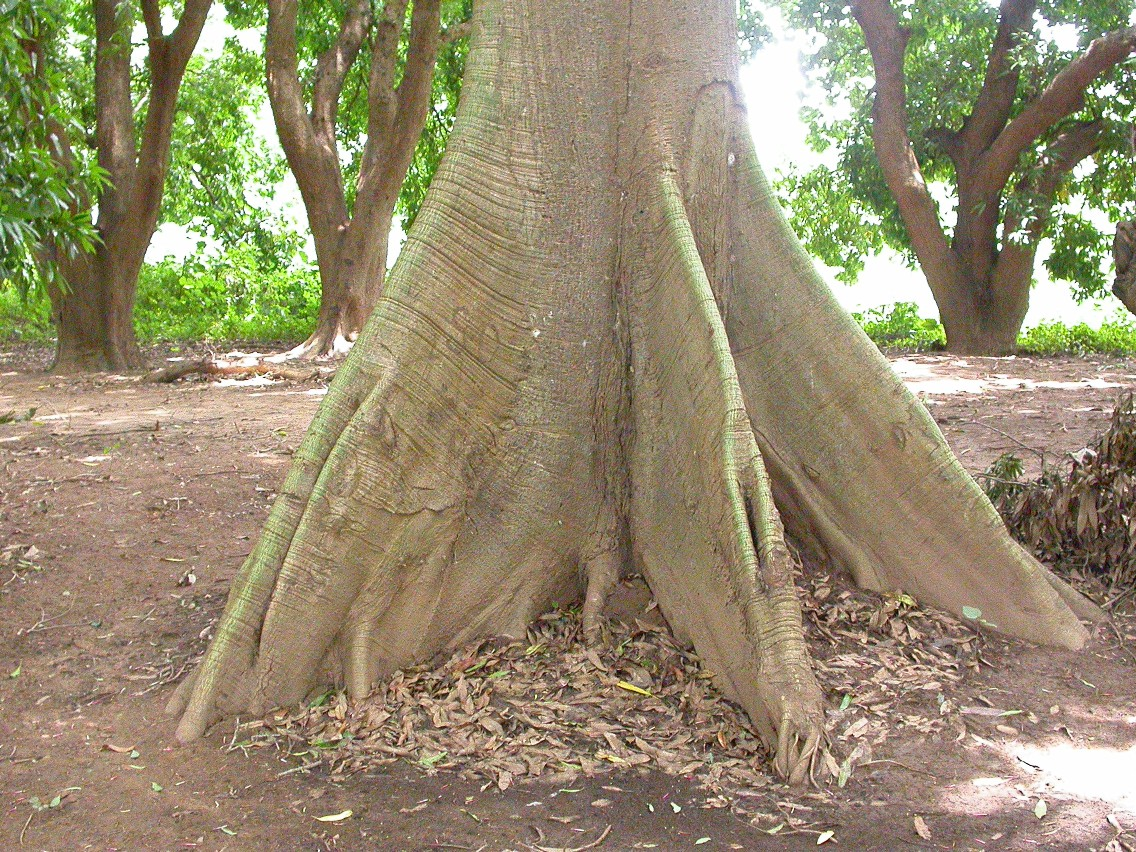
Brettwurzeln des Kapokbaums, Ceiba pentandra

Brettwurzeln sind bis zu viele Meter hohe, sternförmig angeordnete, meist rippenartige Wurzeln. Sie verleihen den Bäumen in den flachgründigen Böden der tropischen Regenwälder besondere Standfestigkeit. Für die Nährstoffversorgung in den sehr nährstoffarmen Böden der Tropen befinden sich unter den Brettwurzeln nochmals „Kämme“ aus feinem Wurzelgeflecht, die eine große Fläche einnehmen, aber nicht tief in die Erde reichen. Aus den Brettwurzeln können auch lange „Anker“ („Sinker“, Senker, Senkwurzeln) nach unten wachsen, um die Stabilität des Baumes zu erhöhen.

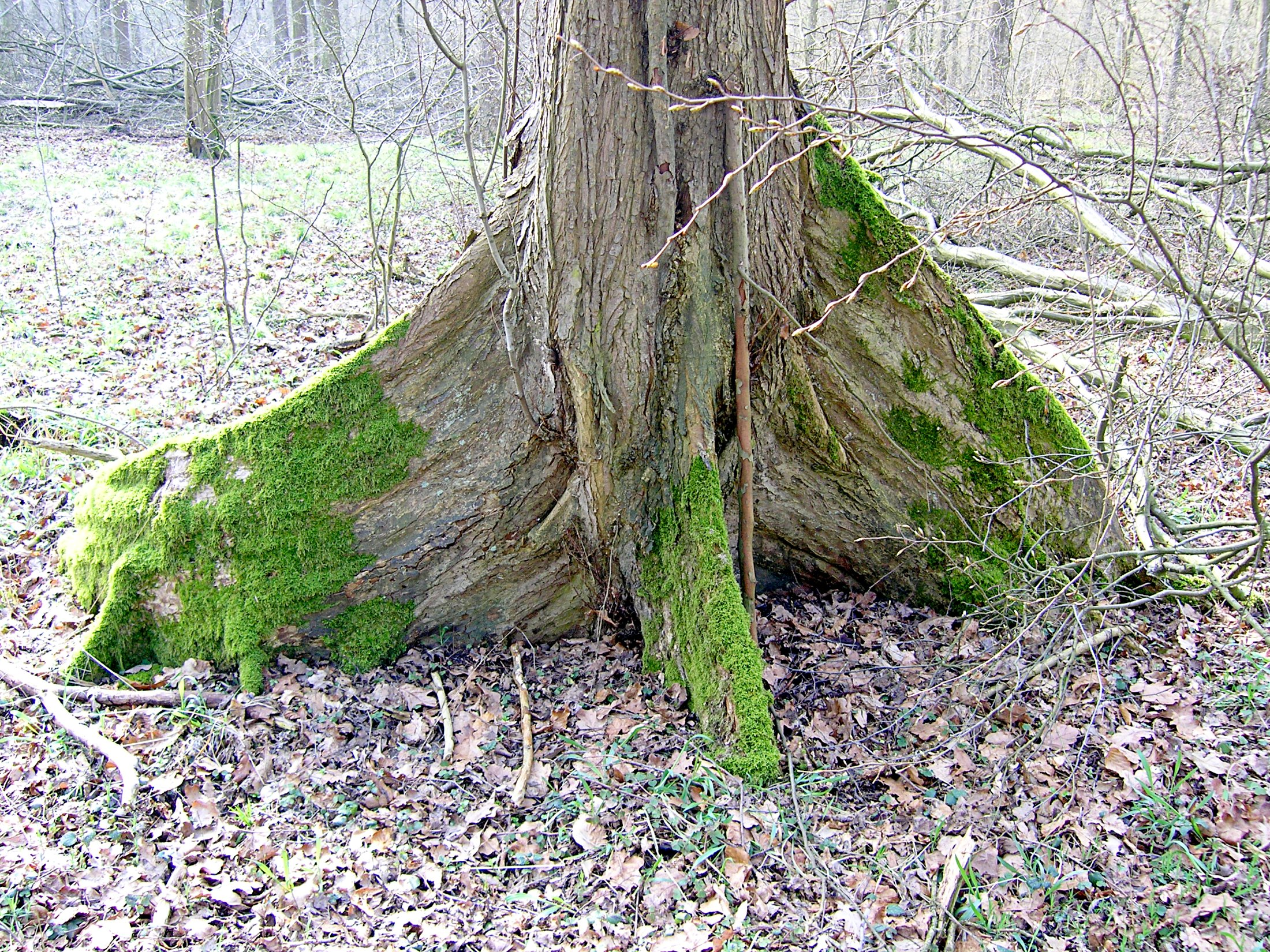
Die Flatterulme ist einer der wenigen mitteleuropäischen Bäume, der Brettwurzeln ausbilden kann

Auch einzelne mitteleuropäische Arten können auf nassem oder schlecht durchlüftetem Substrat Brettwurzeln bilden. Neben Weiden und Pappeln trifft das auch auf die Flatterulme zu. Sie sind auf den Lebensraum Aue angepasst und ertragen wochenlange Überflutungen. Da nasse Böden eine unzureichende Sauerstoffversorgung der Wurzeln zur Folge haben, können keine tief reichenden Wurzeln gebildet werden und somit können die Brettwurzeln die dadurch eingeschränkte Stabilität der Bäume erhöhen.